# 藤田広美
藤田 広美（ふじた ひろみ、男性、1962年 -  ）は、日本の弁護士（沖縄弁護士会所属）。

## 人物
趣味はゴルフ、ジョギング、空を見ること（雲、夕陽や星空）。弁護士活動の傍ら琉球大学の教授も務め、専門は民事手続法、民事実務である。裁判官経験者。

## 略歴
- 1962年 - 北海道に生まれる
- 1985年 - 中央大学法学部法律学科卒業
- 1987年 - 司法試験合格
- 1991年4月 - 裁判官任官　浦和地方裁判所(現：さいたま地方裁判所)判事補
- 1993年4月 - 札幌地方裁判所勤務
- 1996年4月 - 裁判所書記官研修所教官 (〜1999年3月)
- 1999年4月 - 東京地方裁判所勤務
- 2001年 - 短期在外研究員として渡米　カリフォルニア州裁判官研修プログラム参加
- 2002年4月 - 那覇地方裁判所・那覇家庭裁判所勤務
- 2004年4月 - 裁判所職員総合研修所教官 (〜2007年3月)
- 2007年4月 - 東京地方裁判所執行専門部勤務 (〜同6月)
- 2007年7月 - 裁判官を辞職、弁護士登録、琉球大学大学院法務研究科教授
- 2009年 - 新司法試験考査委員 (〜2011年)
- 2011年 - 沖縄県労働委員会会長・公益委員

## 所属学会
- 日本民事訴訟法学会
- 日本私法学会
- 日本労働法学会
- 全国倒産処理弁護士ネットワーク

## 著作

### 単著
- 『講義民事訴訟』(東京大学出版会，初版2007年、第2版2011年、第3版2013年)
- 『解析民事訴訟』(東京大学出版会，初版2009年、第2版2013年)
- 『民事執行・保全』(羽鳥書店，2010年)
- 『破産・再生』(弘文堂，2012年)

### 共著
- （井上繁規編）『保証の無効・取消・制限』(新日本法規出版，2001年)
- （賀集唱・松本博之・加藤新太郎編）『基本法コンメンタール民事訴訟法1・2・3』(日本評論社，第3版2008年、第3版追補版2012年)

### 執筆
- 「人証取調べの結果の記録化」(『民事証拠法体系第3巻』青林書院，2003年)
- 「証拠調べの結果の記録化」(『民事証拠法体系第2巻』青林書院，2004年)
- 「絵画の売買と代理権の消滅」(『事例研究民事法Ⅱ第2版』日本評論社，2013年）